# 沙蓝答里
沙蓝答里（？—1367年），元顺帝时中书左丞相。河西人。
至正二十五年（1365年），沙蓝答里任中书平章政事。至正二十六年（1366年）正月，沙蓝答里进为左丞相，兼知枢密院事。至正二十七年（1367年）九月，以本官分省大同（今属山西）。十一月，去世。